# Miopsalis globosa
Miopsalis globosa is een hooiwagen uit de familie Stylocellidae. De originele naamcombinatie (protoniem) was Stylocellus globosus Schwendinger & Giribet, 2004.